# دزدان دریایی (فیلم ۱۹۸۶)
دزدان دریایی (انگلیسی: Pirates) فیلمی در ژانر ماجراجویی و کمدی به کارگردانی رومن پولانسکی است که در سال ۱۹۸۶ منتشر شد. از بازیگران آن می‌توان به والتر ماتائو، راجر اشتون-گریفیتس، دیوید کلی و امیلیو فرناندز اشاره کرد. این فیلم در جشنواره فیلم کن ۱۹۸۶ پخش شد ولی وارد رقابت نشد. این فیلم با شکست تجاری روبرو شد.